# Долгов-Савельев, Глеб Георгиевич
Глеб Георгиевич Долгов-Савельев (31 марта 1925, Москва — 27 марта 1990) — советский учёный в области ядерной физики, доктор физико-математических наук. В некоторых источниках указан как лауреат Ленинской премии.

## Биография
Родился в 1925 году в семье учёного-биолога. С марта 1943 года служил в армии (355 стрелковый полк, 15 гв. вдбр). Был тяжело контужен, что сказалось на зрении. Награждён орденом Отечественной войны II степени и медалями. Демобилизовался в июле 1946 г.
В 1947 году поступил на только что открывшийся физико-технический факультет МГУ. Ученик Петра Капицы, Льва Ландау, Михаила Лаврентьева и др. Дипломную работу выполнил в ФИАН.
По окончании МГУ в 1952 году был направлен на должность спектроскописта на завод «Серп и Молот». При первой же возможности перешёл в ФИАН. Одновременно по приглашению Натана Ароновича Явлинского работал в ЛИПАН (Институт Курчатова) в качестве консультанта по вопросам спектроскопических диагностик плазмы. С 1958 года работал там на постоянной основе.
В 1959 году защитил кандидатскую диссертацию по теме: поляризация свечения атомов при возбуждении электронным ударом.
В 1965 году принял предложение Герша Будкера и уехал в Новосибирск, в Институте ядерной физики СО АН СССР возглавил лабораторию по разработке мощных лазеров. 
В 1969 году защитил докторскую диссертацию по теме: бесконтактные методы исследования плазмы.
С 1972 г. заведующий лабораторией по разработке мощных лазеров в НПО «Астрофизика». В 1976—1978 гг. под его руководством был построен частотно-имульсный лазер со средней мощностью 0,5 МВт при частоте повторения до 200 Гц.
Умер в 1990 году после тяжёлой болезни.

## Награды
- Орден Отечественной войны II степени

- Медаль "20 лет Победы в Великой Отечественной войне 1941—1945 гг."

- Медаль "30 лет Победы в Великой Отечественной войне 1941—1945 гг."

- Медаль "40 лет Победы в Великой Отечественной войне 1941—1945 гг."[4]
- Медаль "За победу над Германией в Великой Отечественной войне 1941–1945 гг."[1]